# 菅谷朋代
菅谷 朋代（すがや ともよ、1970年2月15日 - ）は、MBC南日本放送の元女性アナウンサー。

## 来歴・人物
- 埼玉県北葛飾郡杉戸町出身[1]。
- 法政大学文学部日本文学科卒業後、1992年にMBC入社。
- ニックネームは｢ふがやほもよはん｣。
- 2000年前後は様々な番組を担当していたが、ここ数年は担当番組の数も減っていた。HP上でもプロフィールが削除されている。
- 日テレ学院修了

## 過去の担当番組
テレビ
- どーんと鹿児島[2]
- おはようクジラ鹿児島担当キャスター
- MBCニュース

ラジオ
- 城山スズメ
- サザンモーニング
- むっちゃんのきょうも元気にChi・Ka・Raこぶ（2003年頃）